# Vụ đánh bom Gaziantep tháng 5 năm 2016
Ngày 1 tháng 5 năm 2016, một vụ đánh bom xe đã diễn ra tại Gaziantep, Thổ Nhĩ Kỳ. Vụ đánh bom diễn ra lúc 09:17 (UTC+3) theo giờ địa phương phía trước của trụ sở cảnh sát dọc theo trục đường Prof. Dr. Muammer Aksoy Boulevard. 2 sĩ quan cảnh sát đã thiệt mạng và 22 người khác bị thương, gồm 18 cảnh sát 4 dân thường. Những thủ phạm cũng thiệt mạng.